# Guarijíos

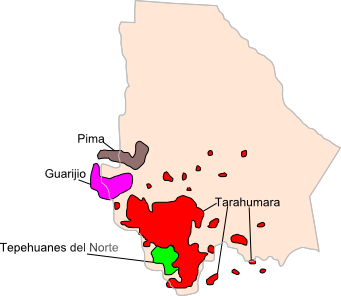
Grupos autóctonos de Chihuahua 2000 (INEGI).

Los guarijíos son un grupo étnico indígena con identidad, territorio, lengua y tradiciones propias, perteneciente a la familia de etnias taracahitas, dividida entre los estados de Sonora y Chihuahua, tanto en el extremo oriental y sur del estado de Sonora, al oeste de Ciudad Obregón, como al oeste de estado de Chihuahua en el noroeste de México. 
Su nombre proviene del término en idioma guarijío que significa "la gente del monte". Son reconocidos como una de las etnias más antiguas de la región y han logrado preservar gran parte de su cultura y tradiciones a lo largo de los años, nombrados también como Varohíos o  Makurawe.
El idioma guarijío pertenece a la familia de lenguas yutoaztecas, específicamente a la rama de Lenguas taracahitas, aunque en la actualidad el español se ha vuelto más prominente entre los guarijíos, todavía se habla y enseña el idioma en algunas comunidades.

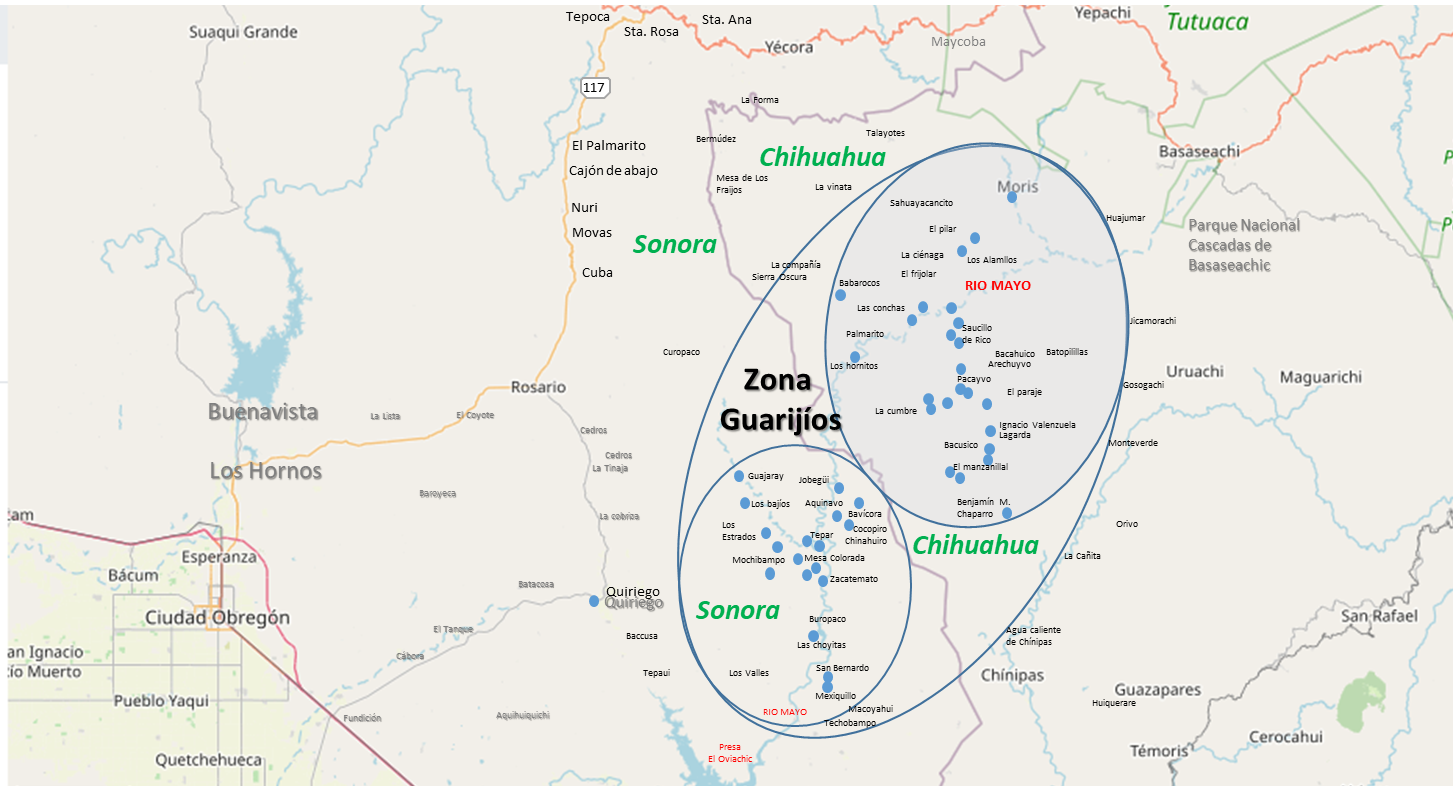
Zona de los pueblos Guarijíos

En cuanto a su cultura, los guarijíos son conocidos por su conexión profunda con la naturaleza y su estilo de vida tradicional centrado en la caza, la pesca y la recolección. Las tradiciones y rituales indígenas siguen siendo importantes en su forma de vida, y la música y danza también desempeñan un papel importante en su expresión cultural.
A pesar de los desafíos que enfrentan, como la presión del desarrollo y la pérdida de sus tierras tradicionales, los guarijíos continúan luchando por preservar su identidad y mantener viva su cultura.